# Ljaskovets (ort)
Ljaskovets (bulgariska: Лясковец) är en ort i Bulgarien.   Den ligger i kommunen Obsjtina Ljaskovets och regionen Veliko Tărnovo, i den centrala delen av landet, 200 km öster om huvudstaden Sofia. Antalet invånare är 8 488.